# Waterloo Station
 For alternative betydninger, se Waterloo Station (flertydig). (Se også artikler, som begynder med Waterloo Station)
Waterloo Station eller London Waterloo er en stor jernbaneendestation i det centrale London, ejet og opereret af Network Rail. Den er beliggende i distriktet Lambeth nær South Bank og i takstzone 1.
Med omkring 88 millioner passagerer pr. år er Waterloo Storbritanniens klart største jernbanestation set på passagertal. Der er dog væsentligt flere mennesker, der færdes gennem stationen, da dette tal udelukkende er baseret på billetsalg for London Waterloo og inkluderer ikke brugerdata for London Underground og Waterloo East. Waterlookomplekset er en af de travleste passagerterminaler i Europa, sammenlignelig med Gare Saint-Lazare og overgås kun af Gare du Nord i Paris. Den har flere perronspor og et større gulvareal end nogen anden station i Storbritannien (men Clapham Junction, kun 6 km længere nede af banen, har det største antal tog). Det er endestationen for et netværk af jernbaner i Surrey, Berkshire, Hampshire, South West England og Londons sydvestlige forstæder.
Selvom det meste af trafikken fra Waterloo hovedsagelig karakteriseres som lokal- eller forstadstog, er der også almindelige hovedbane-lyntogsforbindelser til fjernere destinationer, hvor de vigtigste er Portsmouth, Southampton og Bournemouth, alle sammen på sydkysten.

## Historie
London and South Western Railway (L&SWR) åbnede stationen den 11. juli 1848 som 'Waterloo Bridge Station' (navngivet efter den nærliggende bro over Themsen), da deres hovedbane blev forlænget fra Nine Elms. Designet af William Tite blev den bygget over sumpet jord på en række buer. Intentionen, der aldrig er blevet fuldført, var en gennemkørselsstation med forbindelse til City. I 1886 blev stationen officielt omdøbt til 'Waterloo Station', hvilket afspejler et længerevarende alment navn, selv i nogle L&SWR-køreplaner.
Som stationen voksede, blev den mere og mere faldefærdig. Den oprindelige station fra 1848 blev kendt som 'Central Station', da andre perroner var tilføjet. De nye perroner fik en lang række kaldenavne – de to perronspor, tilføjet i 1878 til forstadstog, blev kaldt 'Cyprus Station', mens de seks, der blev anlagt i 1885 til brug for tog på Windsor line, blev kaldt 'Khartoum Station'. Hver af disse stationer-i-stationen havde sit eget billetkontor, taxiholdepladser og offentlige indgange fra gaden, så vel som ofte dårligt markeret og forvirrende adgang til resten af stationen. I 1899 havde Waterloo 16 perronspor, men kun 10 spornumre, hvilket skyldtes at perroner i stationens forskellige sektioner eller på forskellige niveauer nogle gange fik et nummer, der blev benyttet af et spor andetsteds. En mindre benyttet jernbane krydsede hovedforhallen i samme niveau og passerede gennem stationsbygningen i en buegang, for at forbinde denne med South Eastern Railways mindre station, nu Waterloo East, hvis spor lå vertikalt i forhold til Waterloo. Passagererne blev, ikke overraskende, forvirret af layoutet og at to tilstødende stationer havde navnet 'Waterloo'. I 1897 var der også tre separate (og separat-ejede) Underground-stationer med navnet 'Waterloo', under eller tæt på stationen, så vel som den tilstødende London Necropolis Station. Denne kompleksitet og forvirring blev skydeskive for mange vittigheder af skribenter og revyer i mange år i det sene 19. århundrede. I Jerome K. Jeromes bog Three Men in a Boat ved ingen på Waterloo det ønskede togs spor, afgangstid eller destination.
I 1899 besluttede L&SWR en fuldkommen genopbygning. Retlige beføjelser blev givet samme år, og omfattende forarbejde og rydning af slum blev udført indtil 1904, hvor konstruktionen af endestationen endeligt gik i gang. Den nye station blev åbnet i etaper, og de første fem nye perronspor åbnede i 1910. Anlægget fortsatte sporadisk gennem 1. verdenskrig, og den nye station blev endeligt åbnet i 1922, med 21 perronspor og en forhal på næsten 250 m. Den nye station inkluderede et stort farvet vindue, der forestillede L&SWR's våbenskjold over hovedindgangen, omgivet af en frise, der oplistede amterne, der blev betjent af selskabet (det sidstnævnte eksisterer stadig). Disse elementer blev bevaret, på trods af stationen åbnede efter jernbaneloven fra 1921, hvilket endte L&SWR's tid som en selvstændig koncern. Hovedindgangen, kaldet Victory Arch (udgang nr. 5), er et mindesmærke til selskabets ansatte, der blev dræbt i løbet af de to verdenskrige. Krigsskader på stationen under 2. verdenskrig gjorde omfattende reparationer nødvendige, men medførte ikke noget signifikante ændringer i layoutet.
En tidligere kuriositet ved Waterloo var at et spor førte til London Necropolis Railway's tilstødende station, hvorfra der kørte begravelsestog med kister en gang dagligt til Brookwood Cemetery. Denne station blev destrueret i løbet af 2. verdenskrig.
Ejerskabet af Waterloo er blevet overdraget gentagne gange, hvilket er meget typisk for britiske stationer. Under sammenslutningen i 1923 blev ejerskabet overdraget til Southern Railway (SR), herefter blev det under nationaliseringen i 1948 overdraget til British Railways. Efter privatiseringen af British Rail, overgik ejerskab og bestyring til Railtrack i april 1994 og senest i 2002 til Network Rail.
Spor 20 og 21 blev en del af Waterloo International Stationen, der fra november 1994 til november 2007 var Londons endestation for Eurostars internationale tog til Paris og Bruxelles. Anlægget nødvendiggjorde fjernelse af dekorativt murværk, der formede to buer fra den side på stationen, der bar den legendariske "Southern Railway". Dette blev genrejst på det private Fawley Hill Museum af Sir William McAlpine, hvis selskab byggede Waterloo International. Waterloo International lukkede da Eurostar-betjeningerne blev flyttet til den nye St Pancras Station med åbningen af anden etape af "HS1", High Speed rute 1, og kendt som Channel Tunnel Rail Link eller CTRL. Ejerskabet af den tidligere Waterloo International-terminal overgik herefter til BRB (Residuary) Ltd.

## Stationsfaciliteter
De store skiftemuligheder på Waterloo omfatter London Waterloo, Waterloo East, og Underground-stationen (der inkluderer Waterloo & City line til Bank), og adskillige busstoppesteder.
Waterloo Station er forbundet til Waterloo East, på den anden side af Waterloo Road, af en gangbro, anlagt hovedsageligt over broen, der bar den tidligere forbindelseskurve.
Der er flodforbindelser fra den nærliggende Waterloo Pier ved siden af London Eye.
Et stort ur hænger midt i hovedforhallen. At mødes "under uret på Waterloo" er et traditionalt mødested.

### Politistation
I mange år var der en politistation på Waterloo ved Victory Arch, med en detention med tre celler. Selvom der var ret trangt holdt der indtil slutningen af 1990'erne over 40 politibetjente til her. Efter lukningen af Eurostar-terminalen på Waterloo, lukkede politistation i februar 2009, og jernbanestationen er nu betjent fra Inner London Police Station, få meter fra Waterloo på Holmes Terrace.

## Transportforbindelser
London buslinjer 1, 4, 26, 59, 68, 76, 77, 139, 168, 171, 172, 176, 188, 211, 243, 341, 381, 507, 521, RV1, X68 og natlinjer N1, N68, N76, N171, N343 og N381. Nogle busser stander ved stoppesteder ved stationen på Waterloo Road, andre på Tenison Way, tæt på Victory Arch. Disse stoppesteder erstattede en tidligere busterminal på det nedre (Waterloo Road) niveau, hvor der er nu er butikker og en udvidet indgang til The Underground.

## Betjeninger
Waterloo har 19 perronspor i brug, hvilket gør den til den største station i Storbritannien set på antal spor, sammen med London Victoria. Stationen er bestyret af Network Rail, og alle tog opereres af South West Trains.
| Foregående station |  | National Rail |  | Efterfølgende station           |
| ------------------ |  | --- |  | ------------------------------- |
| Endestation        |  | South West Trains Waterloo to Woking Reading and Windsor Lines Mole Valley Line Kingston Loop Line Hounslow Loop Line Hampton Court Line New Guildford Line |  | Vauxhall eller Clapham Junction |
| Endestation        |  | South West Trains Waterloo to Basingstoke Alton Line |  | Clapham Junction eller Surbiton |
| Endestation        |  | South West Trains South Western Main Line Portsmouth Direct Line West of England Main Line                                                                  |  | Clapham Junction eller Woking   |

## Waterloo International
Waterloo International var endestation for Eurostars internationale tog fra 1994 og indtil 2007, hvor de skiftede til nye internationale perroner på St. Pancras. Waterloo Internationals fem perronspor var nummereret 20 til 24.
| Foregående station |  | National Rail        |  | Efterfølgende station |
| ------------------ |  | -------------------- |  | --------------------- |
|                    |  | Ubenyttede jernbaner |  |                       |
| Endestation        |  | Eurostar             |  | Ashford International |

## Waterloo East
Waterloo East er en gennemkørselsstation, det sidste stop på South Eastern Main Line før endestationen på Charing Cross.
| Foregående station   |  | National Rail                        |  | Efterfølgende station |
| -------------------- |  | ------------------------------------ |  | --------------------- |
| London Charing Cross |  | Southeastern South Eastern Main Line |  | London Bridge         |

## Waterloo Underground-station
Waterloo bliver betjent af Bakerloo, Jubilee, Northern (Charing Cross-grenen) og Waterloo & City lines. Dette er en af kun to af Londons terminaler uden en tæt forbindelse til Circle line (den anden er London Bridge).
| Foregående station                                      |  | London Underground |  | Efterfølgende station              |
| ------------------------------------------------------- |  | ------------------ |  | ---------------------------------- |
| Embankmentmod Harrow & Wealdstone                       |  |                    |  | Lambeth Northmod Elephant & Castle |
| Embankmentmod Edgware, Mill Hill East eller High Barnet |  |                    |  | KenningtonEndestation              |
| Westminstermod Stanmore                                 |  |                    |  | Southwarkmod Stratford             |
| Endestation                                             |  |                    |  | BankEndestation                    |

## Fremtid

### Eurostar-perroner
Siden Eurostars flytning fra Waterloo har de tidligere Eurostar-perronspor 20-24 på Waterloo International bevaret ubrugte. Waterloo har signifikante kapacitetsproblemer, og der er foreslået at omdanne den tidligere internationale station til brug for nationale tog. I december 2008 blev der udført indledende arbejder for at gøre spor 20 klar til at blive brugt af South West Trains' forstadstog. Dette inkluderer fjernelse af udstyr som tolderfaciliteter, estimeret til at koste mellem £50.000 og £100.000.
Omdannelsen af resten af perronerne er dog blevet forsinket, da det vil kræve yderligere ændringer til stationens infrastruktur. De tidligere Eurostar-baner vil nu skabe konflikt med Windsor line-togene, og det er foreslået at anlægge en flyover. Genåbningen af Eurostar-perronerne er også forbundet med et separate projekt, om anskaffelse af nyt rullende materiel (muligvis 15-vogs Siemens Desiro-togsæt), for at muliggøre længere tog. Den årlige driftsomkostning på de ubenyttede perroner er blevet estimeret til £500.000.
Projektet er blevet kritiseret for sin forsinkelse. I 2009 bekræftede det britiske transportministerium at Network Rail udarbejder High Level Output Specification-muligheder for stationen, med en forventet genåbningsdato af perronerne i 2014, syv år efter de blev lukket.
Fra 4. juli 2010 til 2. januar 2011 blev der på to af de ubenyttede perroner holdt en teaterforestilling af The Railway Children af E. Nesbit. Publikum sad på hver side af selve sporene. Showet indeholdte bl.a. et damplokomotiv, der trak en af de originale vogne fra 1970'er filmen. Forestillingen flyttede til London efter to roste sommeropsætninger på National Railway Museum i York.

### Lufthavnsforbindelse til Heathrow
Waterloo Station er forslået som det centrale Londons endestation for Heathrow Airtrack-forbindelsen. Dette projekt, støttet af BAA, indeholder anlægget af en sidebane fra Waterloo to Reading Line til Heathrow Airport, hvilket skaber direkte togforbindelser fra lufthavnen til Reading, Woking og Guildford. Airtrack planlægges at blive åbnet i 2015, afhængig af regeringens godkendelse.

## Kulturelle referencer
Området tog sit navn fra Slaget ved Waterloo. I 1990'erne, efter Waterloo Station var valgt som den britiske endestation for Eurostar-togene, skrev Florent Longuepée, et byrådsmedlem i Paris, til den britiske premierminister, hvor han bad om at få stationen omdøbt, da han sagde det var rystende for franskmændene at blive mindet om Napoleons nederlag, når de ankom i London med Eurostar. Der er et tilsvarende navn i Paris: Gare d'Austerlitz er opkaldt efter Slaget ved Austerlitz, en af Napoleons største sejre. Denne hovedbanegård er dog den mindste af Paris' hovedbanegård.

### Film
- Åbningsscenen i Miss London Ltd. fra 1943 viser Anne Shelton som en syngende udkaldsspeaker, der arbejder for SR på Waterloo.
- Flere scener i filmen Rivaler blev filmet på Waterloo i 1945.
- Station er emnet i John Schlesingers dokumentarfilm Terminus fra 1961
- Flere scener i The Bourne Ultimatum, med Matt Damon, blev filmet med den britiske skuespiller Paddy Considine på Waterloo mellem oktober 2006 og april 2007.
- Bollywood-filmen Jhoom Barabar Jhoom blev filmet i vid udstrækning inde på Waterloo og handlingsforløbet er om to personer, der venter på passagerer, der ankommer på stationen.
- Scener til Incendiary blev optaget på stationen i april og maj 2007.
- Station er blevet brugt til optagelser for film som fx London to Brighton, Les poupées russes, Franklyn, Breaking and Entering og Outlaw.

### Fjernsyn
Waterloo er ofte blevet benyttet i fjernsynsproduktioner, heriblandt Sagen genåbnet, The Commander, Spooks, The Apprentice, Lov og uorden, Top Gear og Only Fools and Horses.

### Kunst
To af de mest berømte billeder af stationen er de to Southern Railway-plaketer "Waterloo Station – War" og "Waterloo Station – Peace", malet af Helen McKie for stationens hundredårsdag i 1948. De to billeder viser hundredvis af travle rejsende, alle i præcis den samme position, men med forskelligt tøj og roller. De indledende skitser til disse blev tegnet mellem 1939 og 1942.[kilde mangler]
Desuden har lavede Terence Cuneo en kæmpe tegning af stationen i 1967, hvilket også er blevet berømt.[kilde mangler]

### Bøger
- I Jerome K. Jeromes komedie-roman fra 1889, Three Men in a Boat, benytter hovedpersonerne noget tid på stationen, hvor de prøver på at finde deres tog til Kingston upon Thames. Efter at have modtaget modstridende information af alle de ansatte de taler med, ender det med at de bestikker en lokomotivfører til at køre hans tog til deres destination.

### Musik
- Waterloo og Waterloo Underground er settingen for The Kinks' sang "Waterloo Sunset", skrevet af Ray Davies og optaget i 1967. Teksten beskriver to personer (Terry og Julie, nogle gange opfattet som en reference til tresserikonerne Terence Stamp og Julie Christie.[22][23]) der mødet på Waterloo Station og krydser floden (via Waterloo Bridge, som Davies har bekræftet[kilde mangler]). Sangen er også blevet indspillet af Cathy Dennis og Def Leppard: andre, fx David Bowie og Elliott Smith, har lavet coverudgaver af sangen til live-optrædener.
- Adrian Evans skrev sangen "London Waterloo", der er dedikeret til stationen
- Teksten til sangen "Rendezvous 6:02" fra 1979 af det britiske band U.K. beskriver et møde på Waterloo
- Teksten til "Torn On The Platform" af Jack Peñate henviser til stationen ("train leaves at two, platform 3, Waterloo")
- Carl Barats band Dirty Pretty Things' debutalbum hedder Waterloo to Anywhere
- Hæftet der er i The Whos album Quadrophenia indeholder et foto af albummets hovedperson på trapperne til Waterloo, hvilket viser et moment fra sangen 5:15
- Musikvideoen til 'West End Girls' af Pet Shop Boys blev delvist optaget på Waterloo i midten af 1980'erne.
- ABBA havde et photo shoot på Waterloo den 11. april 1974, dagen efter deres første optræden i Top of the Pops, hvor de fejrede deres sejr med sangen 'Waterloo', der havde vundet Eurovision Song Contest fem dage tidligere.
- Sanger og komiker Les Barker skrev en klagesang for en vildfaren pendler, "The Trains of Waterloo", hvilket findes på CD'en, "ORANGES AND LEMMINGS: The Mrs Ackroyd Band" med June Tabor på vokal.

## Galleri
- Detaljer på Victory Arch
- Forhallen på Waterloo
- Spor 15 og 16, set mod vest
- Waterloo fra London Eye med Waterloo International på dens vestlige flanke
- Et Railway Clearing House-linjekort omkring Waterloo fra 1910 - bemærk forbindelsesbanen mellem Waterloo og Waterloo East